# Шан-сюр-Тарантен-Маршаль (кантон)
Шан-сюр-Таранте́н-Марша́ль (фр. Champs-sur-Tarentaine-Marchal) — кантон во Франции, находится в регионе Овернь, департамент Канталь. Входит в состав округа Морьяк.
Код INSEE кантона — 1504. Всего в кантон Шан-сюр-Тарантен-Маршаль входят 4 коммуны, из них главной коммуной является Шан-сюр-Тарантен-Маршаль.

## Коммуны кантона
| Коммуна                  | Население, чел. (1999) | Почтовый индекс | Код INSEE |
| ------------------------ | ---------------------- | --------------- | --------- |
| Больё                    | 137                    | 15270           | 15020     |
| Ланобр                   | 1 416                  | 15270           | 15092     |
| Тремуй                   | 203                    | 15270           | 15240     |
| Шан-сюр-Тарантен-Маршаль | 1 044                  | 15270           | 15038     |

## Население
Население кантона на 1999 год составляло 2 800 человек.
| 1962  | 1968  | 1975  | 1982  | 1990  | 1999  | 2006 | 2007 |
| ----- | ----- | ----- | ----- | ----- | ----- | ---- | ---- |
| 3 296 | 3 485 | 3 257 | 3 017 | 2 930 | 2 800 | —    | —    |